# سمك منجم دولفوسي
السمك المنجم الدلفوسي (الاسم العلمي: Uranoscopus dollfusi)، هي سمكة من فصيلة أسماك المنجم، منتشرة في غرب المحيط الهندي: خليج السويس وخليج عمان والخليج العربي. وهي سمكة قاع بحرية، وتوجد على أعماق تصل إلى حوالي 46 مترًا (151 قدمًا). الاسم المحدد مُهدى للدكتور آر بي دولفوس الذي قاد رحلة استكشافية إلى مصر في 1928-1929 والذي أحضر بعض عينات هذه السمكة التي عرّفها عن طريق الخطأ باسم السمك المنجم المشابه (Uranoscopus affinis). كانت هذه العينة جديدة على العلم وأصبحت العينات النمطية الجديدة من U. dollfusi، مع كون خليج السويس هو الموقع النمطي
.